# Twenty 4 Seven
Twenty 4 Seven is een Nederlands danceproject dat vooral in het begin van de jaren negentig enkele grote hits had.

## Geschiedenis
Twenty 4 Seven werd in 1989 opgericht door producer Ruud van Rijen. Twenty 4 Seven was Ruuds artiestennaam. Hij was een van de eersten die een mannelijke rapper combineerden met een vrouwelijke zanger, een combinatie die later in de eurodance nog regelmatig gebruikt zou worden door bijvoorbeeld 2 Unlimited, 2 Brothers on the 4th Floor en Culture Beat.
Van Rijen start zijn project met rapper MC Fixx-it (Ricardo Overman). Er wordt een hiphopplaat uitgebracht met de titel I can't stand it, waarop MC Fixx-it de rap verzorgt en Van Rijen (Twenty 4 Seven) door middel van een vocoder het refrein zingt. Als de plaat blijft hangen in de tipparade, komt Van Rijen op het idee om er een nieuwe versie van te maken. Hij bergt de vocoder weer op en besluit het refrein ditmaal in te laten zingen door de pas 16-jarige Nancy Coolen, die hij ontdekt in een discotheek in het Brabantse Asten. De groep wordt aangevuld met de dansers Hanks & Jacks Het nummer slaat dit keer wel aan en bereikt begin 1990 de 24ste plaats in de Nederlandse hitlijsten. Ook wordt er succes mee geboekt in onder meer Israël en Italië.
De Duitse platenmaatschappij BCM toont interesse in Twenty 4 Seven. Voorwaarden voor een release zijn echter nieuwe opnames. Van Rijen gaat hiermee akkoord en neemt I can't stand it opnieuw op met zangeres Coolen en een andere rapper, namelijk Captain Hollywood, omdat MC Fixx it op de opnamedag na liet op te komen dagen. Met dit duo wordt vervolgens ook het album Streetmoves gemaakt. Als tweede single wordt het nummer Are you dreaming uitgebracht, dat een hit wordt in Nederland en daarbuiten. Het opkomende succes weerhoudt Captain Hollywood er echter niet van de groep in 1992 te verlaten. Geruchten over een conflict met Van Rijen doen de ronde, hoewel zijn aflopende contract als reden voor het vertrek wordt genoemd. Bovendien prefereert de rapper een solocarrière.
In 1992 wordt het even stil rond Twenty 4 Seven. Ruud van Rijen komt via Nancy Coolen, die zich inmiddels de artiestennaam Nance heeft aangemeten, in contact met rapper Stay-C (Stacey Seedorf). Met hem en Nance wordt vervolgens een nieuwe single opgenomen, It could have been you, die in september 1992 uitkomt. Wanneer de plaat flopt, is het echter weer een tijd stil rond de groep.
Pas in augustus 1993 wordt er wederom een single uitgebracht, Slave to the music. Dit nummer betekent de definitieve doorbraak voor Twenty 4 Seven ft. Stace & Nance en wordt een wereldhit. Liedjes als Is it love, Take me away en Leave them alone worden eveneens grote hits. Ook het gelijknamige album, dat in november 1993 op de markt komt, doet het goed en Stay-C en Nance ontvangen meerdere gouden en platina platen. Op dat moment is Twenty 4 Seven, samen met 2 Unlimited, de succesvolste eurodancegroep ter wereld en krijgt daarvoor de Nederlandse Exportprijs.
In december 1994 verschijnt I wanna show you, het derde album van Twenty 4 Seven. Het succes is dan echter behoorlijk afgenomen en de verkoopcijfers van de plaat halen het niet bij die van Slave to the music. Ook de single Oh baby wordt slechts een bescheiden hit. In deze periode wordt bekend dat het eveneens minder goed gaat achter de schermen. De verhouding tussen Stay-C en Nance verslechtert en hoewel beiden nog contracten hebben tot 1996, wordt Nance in 1995 uit de formatie gezet. Ook Stay-C maakt een solosingle, maar besluit daarnaast actief te blijven bij Twenty 4 Seven.
In de zoektocht naar een vervangster voor Nance stuit Ruud van Rijen op zangeres Stella, waarmee Twenty 4 Seven in 1996 een voorzichtige comeback maakt. De single We are the world wordt een kleine hit. In 1997 volgen dan nog de singles If you want my love en Friday night, maar beide halen de Top 40 niet. Ook het album 24 hours a day, 7 days a week flopt. Eind 1997 verlaat Stella de groep.
Hoewel er met Stay-C nog enkele singles worden uitgebracht (zonder zangeres), verdwijnt Twenty 4 Seven na 1997 langzaam uit beeld. In 2000 steken er echter geruchten de kop op dat er een comeback van de groep op stapel staat waaraan ook Nance weer zal deelnemen. Daarnaast wordt er een verzamelalbum aangekondigd, maar van zowel een comeback als een album komt niets terecht. Ruud van Rijen besluit voorlopig te stoppen met het project.
In oktober 2007 wordt Twenty 4 Seven na jaren van stilte nieuw leven ingeblazen als Van Rijen met zangeres Elle het nummer Like flames opneemt en uitbrengt. Inmiddels is Stay-C geen onderdeel meer van het project. In 2009 proberen ze het opnieuw met Raffish zangeressen Sharon Doorson en Lianne van Groen.
In 2010 kwam Twenty 4 seven wederom bij elkaar met Stay-C en zangeres Li-Ann, ditmaal met de single "The reason" en later "Slave to the Music Reloaded". 
Vanaf 2020 waren er twee versies van Twenty 4 Seven actief. Naast Twenty 4 Seven met Stay-C en Li-Ann (Twenty 4 Seven ft. Stay-C & Li-Ann), ging ook Nance met Hanks en Jacks optreden onder de naam Twenty 4 Seven ft. Nance, Jacks & Hanks. Stay-C en Li-Ann gaven op 16 september 2023 hun afscheidsshow.

## Discografie

### Albums
| Album met eventuele hitnotering(en) in de Nederlandse Album Top 100 | Datum van verschijnen | Datum van binnenkomst | Hoogste positie | Aantal weken | Opmerkingen           |
| ------------------------------------------------------------------- | --------------------- | --------------------- | --------------- | ------------ | --------------------- |
| Street moves                                                        | 1990                  | -                     |                 |              | met Captain Hollywood |
| Slave to the music                                                  | 1993                  | 11-12-1993            | 21              | 47           | met Stay-C & Nance    |
| I wanna show you                                                    | 1994                  | 17-12-1994            | 43              | 14           | met Stay-C & Nance    |
| Twenty 4 hours a day, seven days a week                             | 1997                  | -                     |                 |              |                       |

### Singles
| Single met eventuele hitnotering(en) in de Nederlandse Top 40 | Datum van verschijnen | Datum van binnenkomst | Hoogste positie | Aantal weken | Opmerkingen                                                               |
| ------------------------------------------------------------- | --------------------- | --------------------- | --------------- | ------------ | ------------------------------------------------------------------------- |
| I can't stand it                                              | 1989                  | 03-02-1990            | 24              | 5            | met Captain Hollywood / Nr. 17 in de Single Top 100                       |
| Are you dreaming?                                             | 1990                  | 05-01-1991            | 21              | 6            | met Captain Hollywood / Nr. 18 in de Single Top 100                       |
| Slave to the music                                            | 1993                  | 07-08-1993            | 5               | 15           | met Stay-C & Nance / Nr. 6 in de Single Top 100                           |
| Is it love                                                    | 1993                  | 20-11-1993            | 7               | 13           | met Stay-C & Nance / Nr. 6 in de Single Top 100                           |
| Take me away                                                  | 1994                  | 19-03-1994            | 12              | 9            | met Stay-C & Nance / Nr. 11 in de Single Top 100                          |
| Leave them alone                                              | 1994                  | 09-07-1994            | 13              | 8            | met Stay-C & Nance / Nr. 9 in de Single Top 100 / Dancesmash op Radio 538 |
| Oh baby!                                                      | 1994                  | 19-11-1994            | 20              | 5            | met Stay-C & Nance / Nr. 26 in de Single Top 100                          |
| Keep on tryin'                                                | 1995                  | 01-04-1995            | 31              | 4            | met Stay-C & Nance / Nr. 29 in de Single Top 100                          |
| We are the world                                              | 1996                  | 07-09-1996            | 33              | 3            | met Stay-C & Stella / Nr. 39 in de Single Top 100                         |
| If you want my love                                           | 1997                  | 15-02-1997            | tip3            | -            | Nr. 77 in de Single Top 100                                               |
| Friday night                                                  | 1997                  | 19-07-1997            | tip7            | -            | met Stay-C & Stella                                                       |
| Like flames                                                   | 2007                  | -                     |                 |              | met Elle / Nr. 20 in de Single Top 100                                    |
| The reason                                                    | 2012                  | -                     |                 |              | met Stay-C & Li-Ann / Nr. 33 in de Single Top 100                         |
| The Sky is the Limit                                          | 2014                  | -                     |                 |              | met Stay-C & Li-Ann / -                                                   |

| Single met hitnotering(en) in de Vlaamse Ultratop 50 | Datum van verschijnen | Datum van binnenkomst | Hoogste positie | Aantal weken | Opmerkingen                                         |
| ---------------------------------------------------- | --------------------- | --------------------- | --------------- | ------------ | --------------------------------------------------- |
| I can't stand it                                     | 1990                  | -                     |                 |              | met Captain Hollywood / Nr. 25 in de Radio 2 Top 30 |
| Slave to the music                                   | 1993                  | -                     |                 |              | met Stay-C & Nance / Nr. 19 in de Radio 2 Top 30    |
| Is it love                                           | 1993                  | -                     |                 |              | met Stay-C & Nance / Nr. 8 in de Radio 2 Top 30     |
| Take me away                                         | 1994                  | -                     |                 |              | met Stay-C & Nance / Nr. 21 in de Radio 2 Top 30    |
| Oh baby!                                             | 1994                  | -                     |                 |              | met Stay-C & Nance / Nr. 21 in de Radio 2 Top 30    |
| Keep on tryin'                                       | 1995                  | 01-04-1995            | 32              | 1            | met Stay-C & Nance                                  |